# Krysta Rodriguez

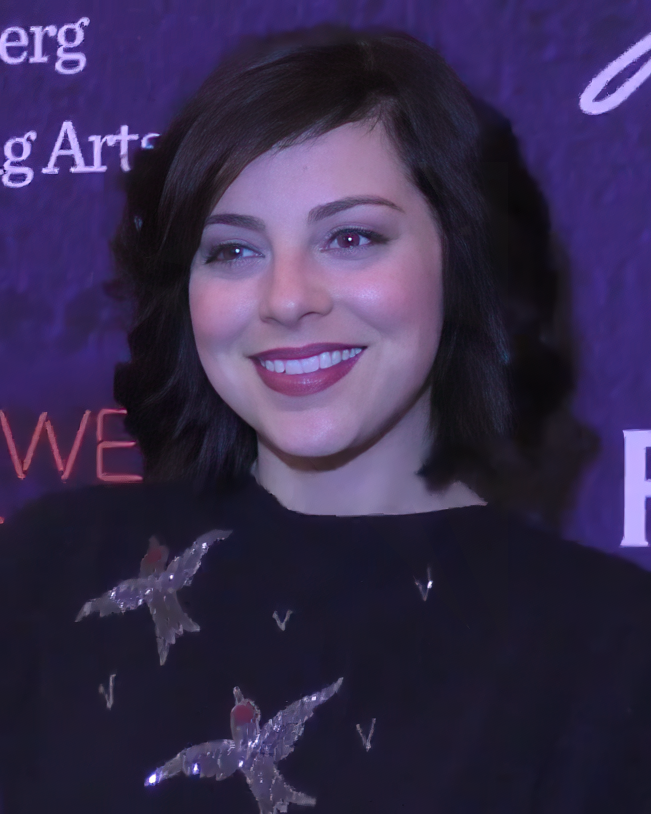
Krysta Rodriguez

Krysta Rodriguez (* 23. Juli 1984 in Orange, Kalifornien) ist eine US-amerikanische Filmschauspielerin und Musicaldarstellerin.

## Leben
Krysta Rodriguez war bereits als junger Teenager in der christlichen Kindersendung Colby’s Clubhouse aktiv. An der High School spielte sie bereits in Musicals mit und gab 2005 ihr Debüt am Broadway im Musical Good Vibrations. Zwei Jahre später spielte sie Bebe in A Chorus Line und in Spring Awakening. 2010 bis 2011 spielte sie als Wednesday Addams in der Originalversion des The Addams Family-Musicals.
2013 spielte sie Ana Vargas in der Serie Smash, im selben Jahr trat sie im Musical First Date auf. 2017 spielte sie in der Serie Quantico und Trial & Error mit. 2019 war sie in der Serie Daybreak als Ms. Crumble zu sehen.

## Filmografie (Auswahl)
- 1995–2000: Colby’s Clubhouse (Kindersendung)
- 2010: The Virginity Hit
- 2013: Smash (Fernsehserie, 15 Folgen)
- 2016: Bakery in Brooklyn
- 2017: Quantico (Fernsehserie, 3 Folgen)
- 2017: Trial & Error (Fernsehserie, 13 Folgen)
- 2018–2019: Indoor Boys (Fernsehserie, 6 Folgen)
- 2019: Daybreak (Fernsehserie, 10 Folgen)
- 2021: Halston (Miniserie, 5 Folgen)
- 2021: Lisey’s Story (Fernsehserie, Folge 1x07)
- 2021: The Bitch Who Stole Christmas (Fernsehfilm)
- 2022: Just One Kiss (Fernsehfilm)